# Animal Kingdom (film, 2023)
Animal Kingdom (franska: Le Règne animal) är en fransk fantasy / äventyrsfilm från 2023 i regi av Thomas Cailley.

## Utmärkelser
Filmen vann Louis Delluc-priset 2023.

## Roller (urval)
- Romain Duris – François Marindaze
- Paul Kircher – Émile Marindaze
- Adèle Exarchopoulos – Julia Izquierdo
- Tom Mercier – Fix
- Nathalie Richard – professor Valérie Beaudoin
- Billie Blain – Nina Moktari
- Xavier Aubert – Jacques
- Saadia Bentaïeb – Naïma